# 绳师
绳师，是专门进行捆绑的一种职业。在日本的SM文化中有Kinbakushi、Bakushi和Bakushi等词语来称呼该职业。
2007年的一部名为Bakushi的纪录片专门讲述绳师，由广木隆一制片，由成田直哉导演。在该片中，三个绳师Chimuo Nureki、Haruki Yukimura和Go Arisue与他们的模特弘早乙女、Sumire和妙子卯月接受广木的采访。
两个著名的绳师为已故的长田永吉（2001年）和明智傳鬼（2005年）。其他著名的日本绳师有Naka Akira、Haruki Yukimura、Hajime Kinoko、亂田舞、Go Arisue、Chimuo Nureki和Chiba Eizoh。女性绳师有Benio Takara。
从90年代中期开始，多名西方学者通过日式绑缚来塑造自己的绳缚艺术并在西方流行，学者中包括长田史蒂夫、Yukinaga Max、_S_、Wykd Dave、Wildties、Esinem和JackWhippe。